# Sarel van der Merwe

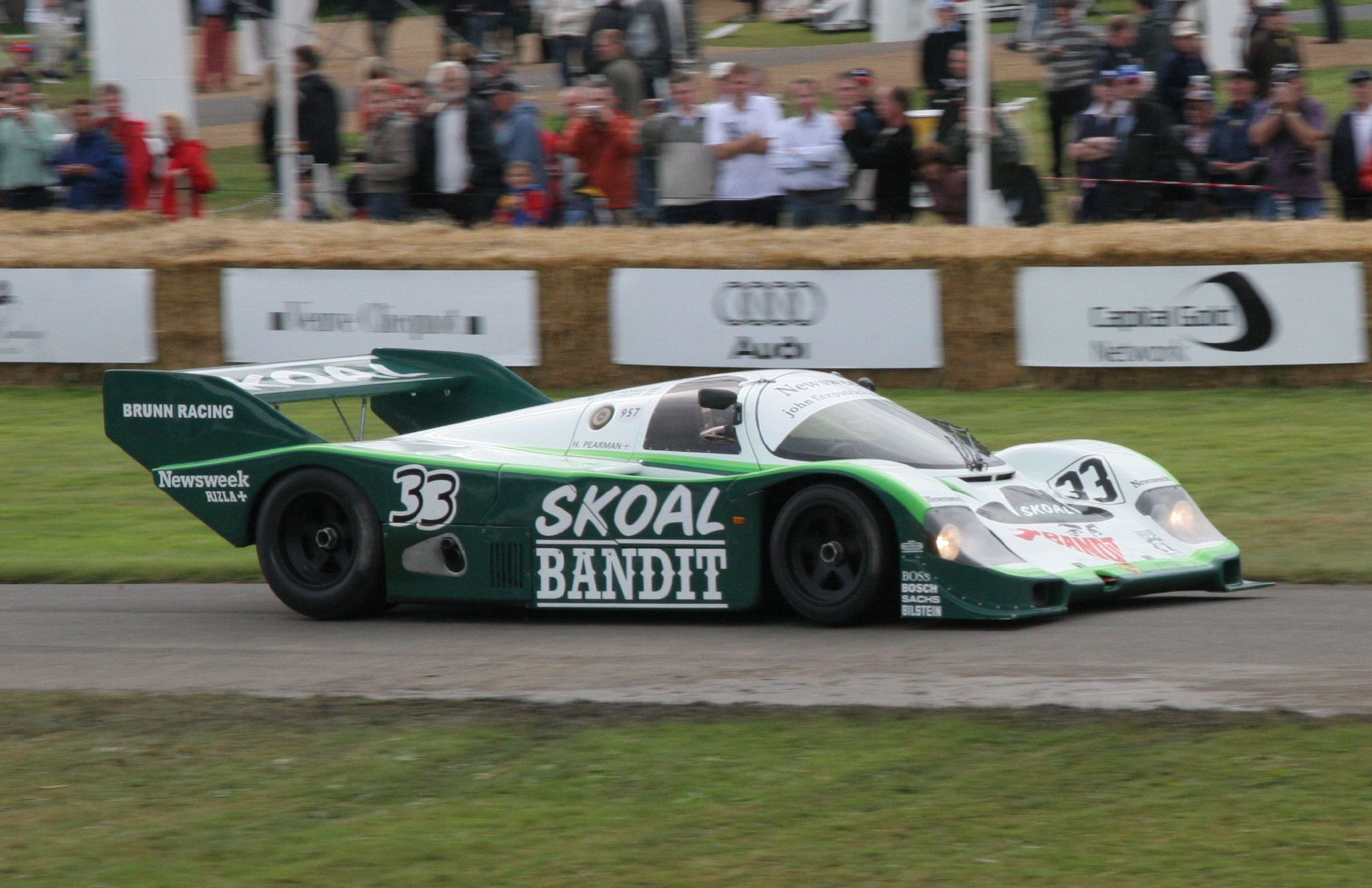
Der Porsche 956B, mit dem Sarel van der Merwe den dritten Rang beim 24-Stunden-Rennen von Le Mans 1984 erreichte

Sarel Daniel van der Merwe (* 5. Dezember 1946 in Johannesburg) ist ein ehemaliger südafrikanischer Automobilrennfahrer.

## Karriere im Motorsport
Sarel van der Merwe ist neben Jody Scheckter der populärste südafrikanische Autorennfahrer. Während Schecker seine Erfolge im Monopostosport erzielte – 1979 wurde er auf einem Werks-Ferrari 312T4 Formel-1-Weltmeister – war van der Merwe als Rallye-, Touren- und Sportwagenpilot erfolgreich. 
Elfmal sicherte sich van der Merwe die Gesamtwertung der südafrikanischen Rallye-Meisterschaft; 1975, ohne Unterbrechung von 1977 bis 1985 und noch einmal 1988. Ein Rekord im internationalen Motorsport. Die Vielseitigkeit des Südafrikaners zeigte sich auch durch Rennstarts auf fünf Kontinenten. Er bestritt NASCAR-Rennen, ging in der Sportwagen-Weltmeisterschaft an den Start, gewann zweimal die südafrikanische Tourenwagen-Meisterschaft und war viele Jahre in der IMSA-GTP-Serie aktiv. 2002 erhielt er den Motorsport South African Lifetime Achievement Ward für seine Verdienste und Erfolge im Motorsport.

### Touren- und Sportwagenrennen
Seine Karriere begann 1967 im südafrikanischen Tourenwagensport. 1968 wurde er auf einem DKW Zwölfter beim 6-Stunden-Rennen von Südafrika auf dem Roy Hesketh Circuit in Pietermaritzburg. Ab 1983 war er international aktiv. Seine größten Erfolge im Sportwagensport feierte er Mitte der 1980er-Jahre. 1984 triumphierte er gemeinsam mit seinen Landsmännern Tony Martin und Graham Duxbury auf einem March 83G beim 24-Stunden-Rennen von Daytona und wurde bei seinem Debüt beim 24-Stunden-Rennen von Le Mans dieses Jahres gleich Gesamtdritter.
1986 siegte er beim 500-km-Rennen von Road Atlanta und beim 3-Stunden-Rennen von West Palm Beach, jeweils mit Doc Bundy auf einem Chevrolet Corvette GTP. 
In Le Mans fuhr er insgesamt siebenmal, der dritte Gesamtrang 1984 blieb die beste Platzierung bei diesem 24-Stunden-Rennen. 1986 übergab er den Kremer-Porsche 962C in der 168. Runde an Teamkollegen Jo Gartner, der eine Runde später mit dem Wagen tödlich verunglückte. 
Van der Merwe fuhr bis 1990 professionell Sportwagenrennen und trat Ende des Jahres zurück. 2001 kehrte er für eine Saison zurück und sicherte sich prompt die Gesamtwertung der südafrikanischen V8-Star-Serie.

### Rallyesport
In der südafrikanischen Rallye-Meisterschaft galt er als unschlagbar, egal mit welchen Wagen er fuhr und für welches Team er antrat. In den 1970er-Jahren war er Werksfahrer bei Ford und in den 1980er-Jahren bei Audi, wo er mit dem Audi Sport quattro an den Start ging. Sein Beifahrer bei seinen vielen Siegen mit DKW, Datsun, Ford, Audi und Volkswagen war sein Landsmann Franz Boshoff.

## Statistik

### Le-Mans-Ergebnisse
| Jahr | Team                    | Fahrzeug       | Teamkollege      | Teamkollege         | Platzierung | Ausfallgrund                 |
| ---- | ----------------------- | -------------- | ---------------- | ------------------- | ----------- | ---------------------------- |
| 1984 | John Fitzpatrick Racing | Porsche 956B   | Philippe Streiff | David Hobbs         | Rang 3      |                              |
| 1985 | Porsche Kremer Racing   | Porsche 956B   | George Fouché    | Mario Hytten        | Rang 5      |                              |
| 1986 | Porsche Kremer Racing   | Porsche 962C   | Jo Gartner       | Kunimitsu Takahashi | Ausfall     | tödlicher Unfall von Gartner |
| 1987 | Joest Racing            | Porsche 962C   | Chip Robinson    | David Hobbs         | Ausfall     | Motorschaden                 |
| 1988 | Porsche AG              | Porsche 962C   | Bob Wollek       | Vern Schuppan       | Ausfall     | Motorschaden                 |
| 1989 | Repsol Brun Motorsport  | Porsche 962C   | Akahiko Nakaya   | Harald Grohs        | Ausfall     | Lichtmaschine                |
| 1990 | Porsche Kremer Racing   | Porsche 962CK6 | Hideki Okada     | Kunimitsu Takahashi | Rang 24     |                              |

### Sebring-Ergebnisse
| Jahr | Team                 | Fahrzeug               | Teamkollege             | Teamkollege    | Platzierung | Ausfallgrund |
| ---- | -------------------- | ---------------------- | ----------------------- | -------------- | ----------- | ------------ |
| 1984 | Kreepy Krauly Racing | March 83G              | Graham Duxbury          | Tony Martin    | Ausfall     | Motorschaden |
| 1987 | Joest Racing         | Porsche 962            | Danny Ongais            | Louis Krages   | Rang 4      |              |
| 1988 | Hendrick Motorsports | Chevrolet Corvette GTP | Elliott Forbes-Robinson |                | Ausfall     | Motorschaden |
| 1990 | Bruce Leven          | Porsche 962C           | Bob Wollek              | Dominic Dobson | Ausfall     | Motorschaden |